# Olga Fikotová

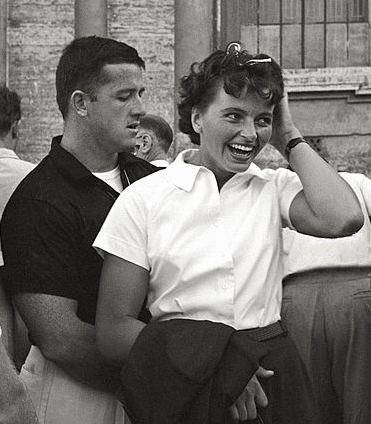
Olga Fikotová s tehdejším manželem během LOH 1960 v Římě

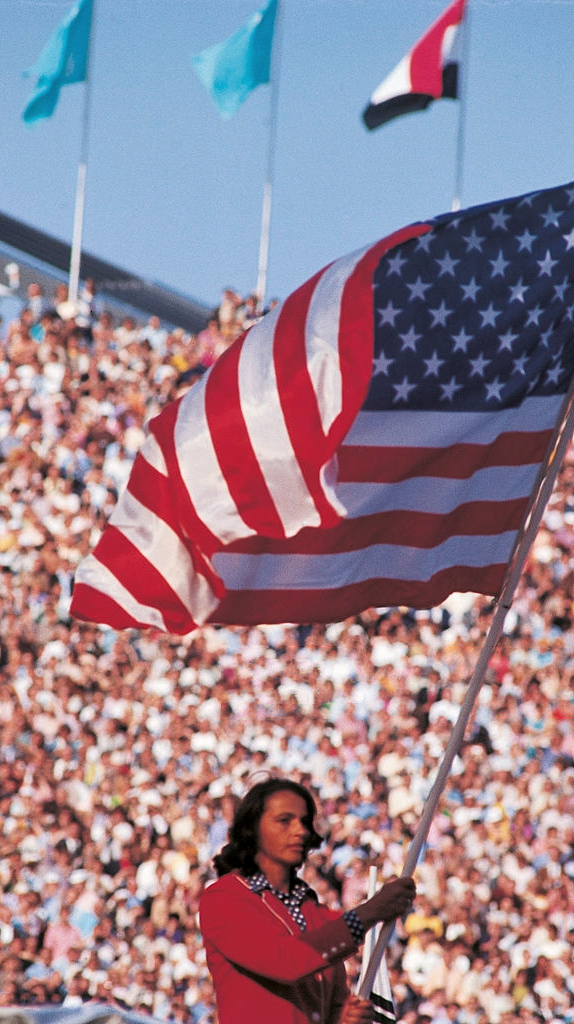
Olga Fikotová jako americká vlajkonoška při zahájení LOH 1972 v Mnichově

Olga Fikotová, provdaná Olga Connolly (13. listopadu 1932 Most – 12. dubna 2024 Costa Mesa, Kalifornie), byla americká sportovkyně českého původu, atletka-diskařka, mistryně Československa, československá rekordmanka a olympijská vítězka z roku 1956.

## Dětství a studium
Některé zdroje chybně uvádějí její narození v Praze, sama Olga Fikotová však udávala narození v Mostě.
Její otec byl za první světové války legionářem na italské frontě a od roku 1936 působil u Hradní stráže prezidenta Masaryka a následně Beneše. To bylo trnem v oku komunistickému režimu a František Fikota byl roku 1951 zatčen a stal se politickým vězněm. Rodina přišla o byt v Praze a matka se odstěhovala do Libiše, Olga zůstala žít u tety, aby mohla dokončit gymnázium v Dejvicích. Toužila po studiu medicíny, ale jako dcera politického vězně měla malou šanci na přijetí. Dočasně pracovala v dílně Výzkumného ústavu těžkého strojírenství a s dobrým posudkem se pak po dvou letech přece dostala na Lékařskou fakultu Univerzity Karlovy.

## Reprezentace Československa
Se sportem začala ve 40. letech 20. století v obci Libiš, kde za družstvo Tatran Libiš hrála košíkovou, národní házenou a odbíjenou, projevovala se však jako všestranná sportovkyně. Díky vynikajícím výsledkům byla v letech 1953–1956 členkou basketbalového klubu Sparta Praha (v sezóně 1955/1956 na 2. místě v československé basketbalové lize) a odehrála 16 zápasů za basketbalové reprezentační družstvo žen Československa, s nímž na Mistrovství Evropy 1954 v Bělehradě získala stříbrnou medaili.
Nadané sportovkyně si všiml diskařský rekordman Zdeněk Čihák a v roce 1954 ji přivedl do Rudé hvězdy, kde Fikotová už při prvním tréninku udivila hodem disku na vzdálenost 33 m. V roce 1955 se v této disciplíně stala mistryní republiky, o rok později titul obhájila a na podzim 1956 se kvalifikovala na olympijské hry dvěma československými rekordy (51,71 a 51,80 m). Na Letních olympijských hrách v Melbourne v roce 1956 pak ustanovila nový olympijský rekord hodem na kótu 53,69 m. Zajímavostí je, že v té době byla posluchačkou Lékařské fakulty a sport pro ni byl jen zábavou.
Na olympiádě se seznámila s o rok starším americkým kladivářem Haroldem Connollym, za kterého se rozhodla provdat. V atmosféře dosud trvající studené války tím vzbudila údiv až odpor tehdejších československých úřadů, které jí začaly klást značné překážky. Díky velké osobní pomoci manželů Zátopkových a neúnavné snaze snoubence Harolda získat vízum se za něj nakonec v roce 1957 na Staroměstské radnici provdala.
Krátce po svatbě manželé odletěli do Bostonu, kde Harold působil jako učitel a Olga chtěla pokračovat ve studiu medicíny, to ale nakonec nezvládla. Měla v úmyslu nadále reprezentovat Československo, ovšem československé úřady a tělovýchovné svazy její osobu začaly zcela ignorovat – neumožnily jí účast na kvalifikačních soutěžích a účast na Mistrovství Evropy ve Stockholmu 1958 jí nepovolily s poukazem na to, že neprošla kvalifikací. Oficiální prohlášení pak lživě uvádělo, že Connolly-Fikotová reprezentaci za Československo odmítla. Poslední kapkou pro Olžinu trpělivost pak byl dopis z Československého olympijského výboru, že nelze prokázat její trénink v domácích podmínkách, a proto na příští olympiádě nemůže Československo reprezentovat.

## Reprezentace Spojených států amerických
Tento psychický nátlak, obzvlášť po narození syna Marka, již Connolly-Fikotová nedokázala udržet, oficiálně se odstěhovala za manželem do USA a k 1. 7. 1960 složila přísahu občana USA. Tím se stala americkou státní občankou a na Letních olympijských hrách 1960 v Římě mohla startovat za USA, přičemž skončila na 7. místě s výkonem 50,95 m.
Zúčastnila se i Letních olympijských her v Tokiu v roce 1964 (12. místo), v Mexiku v roce 1968 (6. místo) a svoji poslední letní olympiádu absolvovala v roce 1972 v Mnichově, kde byla vůbec první neamerickou vlajkonoškou americké olympijské výpravy. Téhož roku také překonala svůj dosavadní rekord hodem 57,61 m.

## Další život
Po ukončení aktivní sportovní kariéry pracovala v laboratoři a také působila jako trenérka a cvičební terapeutka ve fitness klubu v Las Vegas. Věnovala se také sociální práci a pomáhala imigrantům a chudým.
Se svým manželem Haroldem také nějakou dobu žila ve Finsku, jejich manželství však nakonec skončilo v 70. letech rozvodem. Měli spolu celkem 4 děti, které se všechny aktivně věnují sportu. Syn Mark se věnoval basketbalu a boxu, James byl oštěpař a vícebojař, Mejra byla profesionální volejbalistkou a později trenérkou volejbalu a Nina se věnovala gymnastice.
V 60. letech vydala v USA autobiografii Rings of Destiny, která se pak v roce 2007 v upravené podobě dostala i na český trh pod názvem Kruhy osudu.
Fikotová žila v Kalifornii, poprvé do Česka se vrátila v roce 2006, v roce 2008 obdržela Cenu fair play Českého olympijského výboru. Přátelila se s Danou Zátopkovou.